# 烏霍韋齊克
51°14′22″N 24°56′30″E / 51.23944°N 24.94167°E
烏霍韋齊克（烏克蘭語：Уховецьк），是烏克蘭的村落，位於該國西部沃倫州，由科韋利區負責管轄，始建於1500年，面積15平方公里，海拔高度184米，2001年人口824，人口密度每平方公里0.15人。